# 구보 와타루

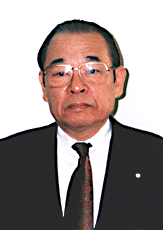

구보 와타루(일본어: 久保 亘 쿠보 와타루[*], 1929년 1월 15일 ~ 2003년 6월 24일)는 일본의 정치인이다.
참의원 의원, 가고시마현의회 의원, 부총리 겸 대장대신 (제1차 하시모토 내각), 일본사회당 서기장, 사회민주당 부 (副) 당수, 민주개혁연합 (民主改革連合) 최고 고문, 민주당 참의원 의원 회장(参議院議員会長) 을 지냈다.

## 같이 보기
- 제1차 하시모토 내각
- 일본사회당
- 사회민주당
- 민주당